# دانشگاه کاتولیک لون
دانشگاه کاتولیک لووِن (به هلندی: Katholieke Universiteit Leuven) یا کِی، یو، لووِن، بزرگ‌ترین دانشگاه هلندی زبان در هلند، بلژیک و لوکزامبورگ (کشورهای «پست») و از جملهٔ قدیمی‌ترین و معتبرترین دانشگاه‌های اروپاست که از سال ۱۴۲۵ میلادی در شهر تاریخی لوون در منطقهٔ هلندی زبان کشور بلژیک به نام «فلندرز» واقع شده‌است.

## تاریخچه
این دانشگاه بدنبال اختلافات تاریخی و ریشه دار میان هلندی و فرانسوی زبانهای بلژیک طی سالهای ۱۹۷۰–۱۹۶۸ به دو دانشگاه مستقل تجزیه شد. در حال حاضر، دانشگاه فرانسوی زبان لوون با نام Université catholique de Louvain (دانشگاه کاتولیک لوون (UCL)) و در شهر «لوون-نو» فعال می‌باشد.

## واحدها: انجمن دانشگاه لوون
بخشی از مجموعهٔ آموزشی دانشگاه لوون در شهر «کُرتریک» در غرب بلژیک واقع است. به علاوه، در پی انعقاد پیمان بولونیا برای همگون‌سازی نظام آموزشی کشورهای اروپایی، تعدادی از مجتمع‌های آموزشی بلژیک (که با نام University College شناخته می‌شوند) به عضویت «انجمن دانشگاه لوون» درآمده‌اند. دانشگاه لوون خود حدود ۴۰٫۰۰۰ دانشجو دارد و با احتساب تعداد دانشجویان مشغول به تحصیل در «انجمن دانشگاه لوون» این رقم به بیش از ۸۰٫۰۰۰ دانشجو می‌رسد. از این تعداد در سال تحصیلی ۲۰۱۱–۲۰۱۲ حدود ۶۰۰۰ نفر دانشجویان خارجی بوده‌اند.

## هویت مذهبی
طی سالهای ۲۰۱۰ و ۲۰۱۱ تلاشهای فراوانی از سوی مجموعهٔ مدیریت دانشگاه برای کاستن از اهمیت وجه مذهبیِ هویت دانشگاه لوون صورت گرفت. حاصل این اقدامات، کاستن عبارت Katholieke به K در نام هلندی و حذف عبارت Catholic از نام انگلیسی دانشگاه است. در بلژیک دانشگاه‌های «گنت» و «انتورپ» از نظر مذهبی خنثی و دانشگاه «آزاد بروکسل» دانشگاهی «غیر مذهبی» است. اما این تفاوت‌ها بیشتر وجه تاریخی داشته، خود را بیشتر در رسوم و سنتهای هر یک از این دانشگاه‌ها نشان می‌دهد و تأثیری چندانی در پژوهشهای جاری آن‌ها ندارند.

## دانشکده ها
دانشگاه لوون ۱۵ دانشکده دارد که عبارتند از :
دانشکده الهیات و مطالعات دینی
دانشکده حقوق 
دانشکده حقوق
دانشکده اقتصاد و بازرگانی
دانشکده علوم اجتماعی
دانشکده هنر
دانشکده روانشناسی و علوم تربیتی
دانشکده معماری
دانشکده علوم
دانشکده علوم مهندسی
دانشکده مهندسی علوم زیستی
دانشکده مهندسی
دانشکده پزشکی
دانشکده علوم دارویی
دانشکده علوم زیستی و توانبخشی

## کیفیت آموزشی و پژوهشی
دانشگاه لوون مجموعه‌ای پژوهشی است و در بسیاری از رتبه بندیهای بین‌المللی جزو دانشگاه‌های برتر اروپا و جهان به‌شمار می‌رود.
این دانشگاه عضو چند شبکهٔ مهم دانشگاهی اروپا است، از جمله شبکهٔ لِرو (لیگ دانشگاه‌های پژوهشی اروپا)، شبکهٔ کویمبرا (شبکهٔ دانشگاه‌های پژوهشی پیشرو اروپا)، شبکهٔ کلاستر (کنسرسیوم دانشگاه‌های علم و فناوری برای پژوهش و آموزش)، و شبکه سزار (کنسرسیوم دانشگاه‌های اروپایی برای آموزش و پژوهش در مهندسی پیشرفته).
در مقایسه با دانشگاه لوون-نو، بودجهٔ تحقیقاتی دانشگاه لوون تقریباً سه برابر و از نظر موقعیت بین‌المللی و وجههٔ علمی به مراتب از وضیعت بهتری برخوردار است. برای مثال، در سال تحصیلی ۲۰۱۳–۲۰۱۲ و بر اساس رتبه‌بندی بین‌المللی مؤسسه «تایمز» دانشگاه لوون از نظر کیفیت کلی آموزش و پژوهش، با احتساب رشته‌های انسانی، فنی و مهندسی، پزشکی، پایه و کشاورزی، جایگاه ۵۸-ام را در دنیا و ۱۳-ام را در اروپا کسب کرده‌است. همچنین این دانشگاه از معدود دانشگاه‌های غیر انگلیسی زبان دنیاست که در رتبه‌بندی تفکیکی رشته‌ها جزو ۵۰ دانشگاه برتر دنیاست و بر اساس رتبه‌بندی مؤسسه تایمز در سال تحصیلی در سال ۲۰۱۳–۲۰۱۲، رتبه ۳۷ در علوم انسانی، رتبه ۴۵ در علو پزشکی، رتبهٔ ۴۰ در علوم فنی و مهندسی را داشته‌است.

## رتبه‌بندی بر اساس ارزیابی مؤسسهٔ تایمز
| سال       | در جهان | در اروپا | در علوم انسانی | در علوم پزشکی | در مهندسی و فناوری |
| --------- | ------- | -------- | -------------- | ------------- | ------------------ |
| ۲۰۱۰–۲۰۱۱ | ۱۱۹     | ۳۴       | ۳۷             | --            | --                 |
| ۲۰۱۱–۲۰۱۲ | ۶۷      | ۱۷       | ۴۲             | ۴۰            | ۳۸                 |
| ۲۰۱۲–۲۰۱۳ | ۵۸      | ۱۳       | ۳۷             | ۴۵            | ۴۰                 |
| ۲۰۱۳–۲۰۱۴ | ۶۱      | ۱۳       | ۳۶             | ۳۸            | ۳۸                 |

## ویژگی‌های دانشگاه
از ویژگی‌های این دانشگاه شهریه‌های تحصیلی بسیار کم علی‌رغم وجود زیرساختهای قوی آموزشی و پژوهشی است. این مسئله از یک سو عدالت آموزشی را برای مردم ساکن «فلاندرز» و بلژیک تضمین و از سوی دیگر آن را به مقصدی جذاب برای دانشجوسان سایر کشورها (بویژه کشورهای انگلیسی زبان که دارای تحصیلات عالی گران هستند) تبدیل می‌کند. زبان تدریس در این دانشگاه در عموم دوره‌های کارشناسی هلندی ولی در رشته‌های فلسفه و الهیات به زبان انگلیسی است. دوره‌های متعدد کارشناسی ارشد به زبان انگلیسی در این دانشگاه رو به رشد است و بر اساس برنامه‌های دراز مدت تا سال ۲۰۱۵ کلیهٔ دوره‌های کارشناسی ارشد به زبان انگلیسی ارائه خواهد شد. تحصیل در مقطع دکترا به زبان انگلیسی در همهٔ رشته‌ها ممکن است.

## مشخصات و رتبه جهانی
در سال ۲۰۱۱، در دانشگاه کاتولیک لوون ۲۷ هزار دانشجو در ۴۲ رشته لیسانس و ۱۷۰ رشته کارشناسی ارشد و دکترا، از ۱۲۷ کشور دنیا مشغول به تحصیل بوده‌اند.
دانشگاه لوون در سال ۲۰۱۱ دارای ۶ سایت در شهرهای مختلف بلژیک است و دانشکده پزشکی آن در بروکسل و در وولوو-سن-لامبر قرار دارد. این دانشگاه در رشته‌های علوم انسانی (فلسفه و مدیریت)، اجتماعی و پزشکی دارای شهرت جهانی می‌باشد.
در رتبه بندی برترین دانشگاه های دنیا سال ۲۰۲۰ که موسسه QS آن را انجام داده است دانشگاه کاتولیک لوون در رده ۸۰ برترین دانشگاه های جهان و اول بلژیک قرار دارد.  در رده بندی دانشگاه های جهان در سال ۲۰۲۰ به نقل از موسسه تایمز این دانشگاه در رتبه ۴۵ برترین دانشگاه های جهان قرار دارد.